# Bülach
Bülach é uma comuna da Suíça, situada no distrito de Bülach, no cantão de Zurique. Tem 16,09 km² de área e sua população em 2018 foi estimada em 20.443 habitantes.